# آری فولمن
آری فولمن (به عبری: ארי פולמן) کارگردان، تهیه کننده و نویسنده چپ‌گرای اسرائیلی است.
آری فولمن در زمان جنگ داخلی لبنان یک سرباز عادی نیروهای دفاعی اسرائیل بود. وی از شاهدان واقعه کشتار صبرا و شتیلا به دست فالانژهای لبنان بود. وی پس از حدود ۲۰ سال پس از واقعه صبرا و شتیلا، متوجه شد که زخم‌های روحی او و دیگر هم‌رزمانش که با هم خدمت سربازی را گذراندند، پس از دو دهه هنوز بهبود نیافته است. آری فولمن دانش‌آموخته دانشگاه تل‌آویو در رشته فیلم‌سازی است.
او برای یادآوری و التیام زخم‌های روحی‌اش، در سال ۲۰۰۸ میلادی، فیلم انیمیشنی را در مورد خاطراتش از واقعه صبرا و شتیلا، به نام والس با بشیر ساخت. فیلم مورد استقبال فراوانی در مجامع بین‌المللی سینمایی قرار گرفت و نامزد دریافت جایزه نخل طلای جشنواره فیلم کن، برنده بهترین فیلم غیرانگلیسی‌زبان جایزه گلدن گلوب و نامزد بهترین فیلم خارجی هشتاد و یکمین دوره جوایز اسکار شد.